# Campeonato nacional de Estados Unidos 1881
Lista de los campeones del Campeonato nacional de Estados Unidos de 1881:

## Senior

### Individuales masculinos
Richard Sears vence a  William E. Glyn, 6-0, 6-3, 6-2

### Dobles masculinos
Clarence Clark /  Frederick Winslow Taylor vencen a  Arthur Newbold /  Alexander Van Rensselaer,  6-5, 6-4, 6-5
| Predecesor: -                            | Campeonato nacional de Estados Unidos 1881 | Sucesor: 1882                         |
| Predecesor: Campeonato de Wimbledon 1881 | Grand Slam 1881                            | Sucesor: Campeonato de Wimbledon 1882 |

- Datos: Q2714818